# Мёз-Аргоннское наступление
Мёз-Аргоннское наступление (англ. Meuse–Argonne offensive) — военная операция войск Антанты во время Первой мировой войны, часть генерального наступления войск союзников осенью 1918 года, проводившаяся с 26 сентября по 13 октября. Хотя союзное командование возлагало надежды на это наступление с целью окружения германских войск, оно не выполнило поставленных задач.

## Стратегическая ситуация
С завершением Сен-Миельской операции первая часть плана союзного командования на вторую половину кампании 1918 года была выполнена. Стратегическая обстановка на фронтах первой мировой войны во многом улучшилась в пользу Антанты. Союзникам удалось достичь решительного превосходства в силах над Германией. В сентябре 1918 года войска Антанты на западноевропейском театре имели 211 пехотных и 10 кавалерийских дивизий против 190 германских пехотных дивизий. К концу августа численность американских войск во Франции составила около 1,5 млн. человек.
Создавшаяся благоприятная обстановка привела союзное командование к решению перейти в общее наступление осенью 1918 году, а не в 1919 года, как это намечалось ранее. Уже в конце августа началась разработка плана заключительного наступления, а 3 сентября он был в общих чертах оформлен в виде директивы Фоша Петену, Хейгу и Першингу. Планом предусматривалось нанесение почти всеми союзными силами одновременных мощных ударов по сходящимся направлениям.
Особенно большие надежды союзное командование возлагало на совместное франко-американское наступление (Маас-Аргоннская операция). С выходом американских дивизий в район Мезьера германские войска, теснимые с фронта английскими армиями, а с правого фланга Фландрской группой армий, могли быть окружены при малейшем продвижении союзных сил к северу от Мезьера.

## Ход сражения
26 сентября в 5 часов 30 минут, после десятичасовой артиллерийской подготовки, 4-я французская армия, а через пять минут, после трехчасовой артподготовки, и 1-я американская армия под прикрытием огневого вала и при поддержке самолетов и танков начали штурм германских позиций на фронте от р. Сюип до Мааса протяжением около 90 км. Им противостояли всего 13 германских пехотных дивизий.
В первый же день наступления американцы вклинились своим центром в глубь германского расположения на 6 — 9 км. На флангах же, западнее р. Маас и в Аргоннах, их атаки были безуспешными. Незначительны были результаты первого дня наступления и в 4-й французской армии, которой удалось продвинуться всего на 3-4 км. В последующие дни, 27 — 30 сентября, оборонявшиеся на этом участке фронта немецкие войска, получив небольшие подкрепления, оказали упорное сопротивление, вследствие чего продвижение союзников происходило лишь по мере постепенного отхода противника.
Но главным фактором неудачи наступления стало не сопротивление германских войск, а неопытность американского командования. С первого же дня наступления все дороги в тыловом районе 1-й и 2-й американских армий оказались забитыми и переполненными. Попытка ввести в сражение подкрепления привела только к ещё большему увеличению потерь и к дезорганизации тыла армии.
В то время как 1-я американская армия восстанавливала порядок в своих частях, в наступление между Реймсом и рекой Эна перешла 5-я французская армия. 3 октября она совместно с 4-й армией отбросила противника между реками Эна и Вель до Берри-о-Бак.. 
4 октября возобновила наступление 1-я американская армия, но она продвигалась вперед чрезвычайно медленно и с большими потерями. 8 октября в наступление перешла также и 10-я французская армия. Но и это не принесло желаемого успеха. 

## Результаты
Маас-Аргоннская операция закончилась 13 октября. За 18 дней боев союзные войска на участке от Аргонн до Мааса оттеснили германцев всего на 5 — 12 км, не выполнив даже ближайшей задачи. 
Тем не менее, тактический успех был достигнут. И особое значение имели действия танковых частей, особенно 304-й танковой бригады армии США.
Неудача американцев предрешила исход сражения. Действия американской армии вызвали недовольство среди союзников, Клемансо считал Першинга, главнокомандующего американской армией, не способным руководить крупными операциями. 21 октября он обратился с письмом к Фошу, в котором просил того обратиться к американской стороне с требованием заменить командующего, однако Фош отказался это делать, опасаясь осложнений в отношениях с союзником.